# Loa Olafsson
Loa Olafsson McNeese (29 de janeiro de 1958) é uma ex-fundista profissional dinamarquesa.
Loa Olafsson venceu a Corrida Internacional de São Silvestre, em 1977. Ainda hoje possui muitos recordes dinamarqueses de meio-fundo.